# Station Annan
Annan is een station van National Rail in Dumfries and Galloway in Schotland. Het station is eigendom van Network Rail en wordt beheerd door ScotRail. 